# Kršćanska glazba
Pjevanje i glazba su odvajkada bili temeljne sastavnice kršćanske liturgije. Tako je već u prvoj Crkvi glazba imala veliku ulogu u liturgijskom životu zajednice. Prvi pisani poganski izvještaj o kršćanima, Plinija Mlađega, govori kako su se kršćani okupljali prije izlaska sunca i pjevali Kristu kao Bogu. Kršćansko je bogoslužje u prvih kršćana bilo prepuno pjesme. O tome svjedoči i apostol Pavao kada potiče zajednicu u Efezu: »Pjevajte Gospodinu u svome srcu i slavite ga!« (Ef 5, 19) Zato su pjevanje i glazba od prvih kršćanskih vremena povezani s bogoštovljem i bogoslužjem – s liturgijom. 
U kršćansku glazbu ulaze sve skladbe – također i izvorna remek-djela povijesti glazbe – makar i nisu zamišljena za liturgijsku službu, poput svetih skazanja, pohvala, duhovnih madrigala i kantata, oratorija itd., a također i sve pjesme i vjerski napjevi suvremenih kantautora. 
Katolička Crkva u bogoslužju ne zabranjuje nijednu vrstu glazbe, samo ako odgovara duhu dotičnoga liturgijskog čina i naravi njegovih pojedinih dijelova te ako ne isključuje sudjelovanje vjerničkog puka.

## Također pogledajte
- Liturgijska glazba
- Crkvena glazba
- Vjerska glazba
- Kršćanska umjetnost
- Kršćanska arhitektura
- Crkvena drama
- Crkveni namještaj
- Kršćanska filozofija
- Suvremena kršćanska glazba
- Liturgija
- Kršćanstvo
- Katolicizam
- Glazba
- Teologija

| Portal:Kršćanstvo | Portal: Kršćanstvo |